# Ptolemeusz VIII Euergetes II Fyskon
Ptolemeusz VIII Euergetes II (ur. ok. 182 p.n.e., zm. 28 lipca 116 p.n.e.) – władca Egiptu z dynastii Ptolemeuszów, nieoficjalnie zwany Physkon (Tłusty Brzuch/Brzuchacz/Tłuścioch) lub Kakargetes (Złoczyńca) lub Philologos (miłujący naukę). Był synem Ptolemeusza V i Kleopatry I, bratem Ptolemeusza VI i Kleopatry II, oraz mężem Kleopatry II i Kleopatry III. Miał trzech synów z prawego łoża: Ptolemeusza Memfitesa (ze związku z Kleopatrą II) oraz Ptolemeusza IX i Ptolemeusza X Aleksandra (ze związku z Kleopatrą III) oraz trzy córki – Kleopatrę Tryfajnę I, Kleopatrę IV i Kleopatrę Selene I (wszystkie z drugiego związku). Nieślubnym synem Ptolemeusza był Ptolemeusz Apion, późniejszy król Cyrenajki.

## Życiorys
Ptolemeusz VIII w 170 p.n.e. został ogłoszony współwładcą Egiptu, dzielił władzę ze swoim rodzeństwem. Po klęsce w szóstej wojnie syryjskiej i zajęciu większości kraju przez Antiocha IV mieszkańcy Aleksandrii, którzy sprzeciwiali się porozumieniu Ptolemeusza VI z władcą kraju Seleucydów, proklamowali Ptolemeusza VIII władcą całego kraju. Po wycofaniu się Seleucydów i przywróceniu trójwładzy od jesieni 164 p.n.e. pozostawał w nieustannym konflikcie z bratem Ptolemeuszem VI, którego na krótko zmusił do opuszczenia kraju w 164 p.n.e., co pozwoliło mu na samodzielne rządy w Egipcie. W 163 p.n.e. pod naciskiem rzymskim zgodził się na podział kraju między siebie i brata. Ptolemeusz VIII otrzymał Cyrenajkę, ale rościł sobie prawo do Cypru, w czym był popierany przez Rzym. W 154 p.n.e. ogłosił w testamencie, że w razie swej bezpotomnej śmierci Cyranajkę ma odziedziczyć Republika Rzymska. W 153 p.n.e. wyruszył z wyprawą wojenną na Cypr, gdzie po krótkiej walce został pojmany przez żołnierzy swego brata i musiał zgodzić się ponownie na podział kraju według zasad ze 163 r. Aż do przejęcia władzy w Egipcie rządy jego ograniczały się do Cyrenajki, gdzie był powszechnie nielubiany za despotyzm. Jednak bunt Cyrenejczyków pod wodzą Ptolemeusza Sympetezisa, mimo początkowych sukcesów, został stłumiony.
Na wieść o śmierci brata i zwolnieniu tronu w Egipcie Ptolemeusz VIII zlecił zamordowanie potencjalnego konkurenta Ptolemeusza VII i jego zwolenników oraz zawarł ugodę z matką zamordowanego Kleopatrą II, którą uczynił swoją żoną i współwładczynią. Mimo przyjścia na świat ich syna Ptolemeusza Memfitesa w 144 p.n.e., nienawiść między współmałżonkami była duża i jeszcze się pogłębiła na skutek romansu Ptolemeusza z córką Kleopatry II, Kleopatrą III, która została jego żoną i królową na tych samych prawach co matka. Ok. 140 p.n.e. do Egiptu przybył Scypion Emilianus przysłany przez rzymski senat w związku ze skargami na Ptolemeusza. W 132 p.n.e. wybuchła wojna domowa między nim a Kleopatrą II, w wyniku której Ptolemeusz i Kleopatra III uciekli na Cypr. Tam Ptolemeusz kazał zamordować swego syna Ptolemeusza Memfitesa i wysłać zwłoki do matki do Aleksandrii. W 130 p.n.e. odzyskał Egipt z wyjątkiem Aleksandrii, którą zajął 3 lata później, krwawo mszcząc się na jej mieszkańcach za popieranie Kleopatry II.
Ptolemeusz VIII rozwinął bardzo ożywioną działalność budowlaną, był również filologiem, napisał krytyki dzieł Homera. Przez historyków uważany jest za jednego z najinteligentniejszych, ale i zarazem najbardziej brutalnych polityków czasów hellenistycznych .

## Lata panowania
- 170–163 p.n.e. – wspólnie z Ptolemeuszem VI i Kleopatrą II
- 163–145 p.n.e. – samodzielnie nad Cyrenajką
- 145–142 p.n.e. – wspólnie z Kleopatrą II
- 142–131 p.n.e. – dodatkowo z Kleopatrą III
- 131–127 p.n.e. – na wygnaniu
- 127–124 p.n.e. – wspólnie z Kleopatrą III
- 124–116 p.n.e. – dodatkowo z Kleopatrą II

## Tytulatura
- gr. - basileus Ptolemaios VI Theos Philometor - król Ptolemeusz Bóg Miłujący Matkę
- egip. - Ptulmis Anchdżetmeriptah - Ptolemeusz żyjący wiecznie ukochany przez Ptaha

| G39 | N5 |

|                                           |    |            |     |     |     |     |        |         |     |    |     |     |
| \| \| \| \| \| \| \| \| \| \| \| \| \| \| |    |            |     |     |     |     |        |         |     |    |     |     |
|                                           |    |            |     |     |     |     |        |         |     |    |     |     |
| Q3 · X1                                   | V4 | E23 · Aa15 | M17 | M17 | S29 | S34 | D&t&tA | Q3 · X1 | V28 | U6 | M17 | M17 |

| Q3 · X1 | V4 | E23 · Aa15 | M17 | M17 | S29 | S34 | D&t&tA | Q3 · X1 | V28 | U6 | M17 | M17 |

|                                           |    |            |     |     |     |     |        |         |     |    |     |     |
| \| \| \| \| \| \| \| \| \| \| \| \| \| \| |    |            |     |     |     |     |        |         |     |    |     |     |
|                                           |    |            |     |     |     |     |        |         |     |    |     |     |
| Q3 · X1                                   | V4 | E23 · Aa15 | M17 | M17 | S29 | S34 | D&t&tA | Q3 · X1 | V28 | U6 | M17 | M17 |

| Q3 · X1 | V4 | E23 · Aa15 | M17 | M17 | S29 | S34 | D&t&tA | Q3 · X1 | V28 | U6 | M17 | M17 |

- Juaenneczeruiperui Setepenptah Irimaatre Sechemanchenamon - Spadkobierca Boskich Domów Wybrany przez Ptaha Ten, który ustanawia harmonię Re Wszechmocne wcielenie Amona

| M23 · X1 | L2 · X1 |

|                                        |    |    |           |         |     |           |           |    |     |     |     |
| \| \| \| \| \| \| \| \| \| \| \| \| \| |    |    |           |         |     |           |           |    |     |     |     |
|                                        |    |    |           |         |     |           |           |    |     |     |     |
| R8                                     | N8 | R8 | F44 · N35 | Q3 · X1 | V28 | U21 · N35 | D4 · Aa15 | C1 | C12 | S34 | S42 |

| R8 | N8 | R8 | F44 · N35 | Q3 · X1 | V28 | U21 · N35 | D4 · Aa15 | C1 | C12 | S34 | S42 |

|                                        |    |    |           |         |     |           |           |    |     |     |     |
| \| \| \| \| \| \| \| \| \| \| \| \| \| |    |    |           |         |     |           |           |    |     |     |     |
|                                        |    |    |           |         |     |           |           |    |     |     |     |
| R8                                     | N8 | R8 | F44 · N35 | Q3 · X1 | V28 | U21 · N35 | D4 · Aa15 | C1 | C12 | S34 | S42 |

| R8 | N8 | R8 | F44 · N35 | Q3 · X1 | V28 | U21 · N35 | D4 · Aa15 | C1 | C12 | S34 | S42 |